# Douglas Ulmer
Douglas Ulmer est un mathématicien américain qui travaille en géométrie algébrique et en théorie des nombres. Il est professeur de mathématiques à l'université de l'Arizona et directeur de son département.

## Biographie
Douglas Ulmer fait ses études de premier cycle à l'université de Princeton. En 1987, il obtient son Philosophiæ doctor à l'Université Brown, sous la direction de  Benedict Hyman Gross ; sa thèse est intitulée The Arithmetic of Universal Elliptic Modular Curves.

## Carrière académique
Douglas Ulmer est C.L.E. Moore Instructor au Massachusetts Institute of Technology en 1987. Il est l'un des fondateurs, en 1997, du Southwest Center for Arithmetic Geometry  (« Centre du Sud-Ouest pour la géométrie arithmétique ») à l'université de l'Arizona. En 2009, il rejoint l'Institut de Technologie de Géorgie, où il devient directeur de l'École de mathématiques. Il  retourne à l'université de l'Arizona en 2017.
Depuis 2014, il est membre du comité de rédaction du Journal de théorie des nombres de Bordeaux,.

## Recherche
Douglas Ulmer travaille en géométrie algébrique et théorie des nombres. Plus précisément, il s'intéresse à l'arithmétique et la géométrie des courbes, des surfaces et des variétés abéliennes sur les corps finis, les corps de nombres et les corps de fonctions ; les points rationnels et les cycles algébriques ; la conjecture de Birch et Swinnerton-Dyer et la conjecture de Tate.

## Publications (sélection)
- Douglas Ulmer et Giancarlo Urzúa, « Transversality of sections on elliptic surfaces with applications to elliptic divisibility sequences and geography of surfaces », Selecta Mathematica, vol. 28, no 2,‎ 2022, article no 25 (DOI 10.1007/s00029-021-00747-x, lire en ligne, consulté le 24 novembre 2024)

- Rachel Pries et Douglas Ulmer, « Every BT1 group scheme appears in a Jacobian », Proceedings of the American Mathematical Society, vol. 150, no 2,‎ février 2022, p. 525–537 (DOI 10.1090/proc/15681, lire en ligne)

- Lisa Berger, Chris Hall, René Pannekoek, Jennifer Park et al, Explicit Arithmetic of Jacobians of Generalized Legendre Curves Over Global Function Fields, coll. « Memoirs of the American Mathematical Society » (no 266), juillet 2020, v+131 (DOI 10.1090/memo/1295, lire en ligne)

- Richard Griffon et Douglas Ulmer, « On the arithmetic of a family of twisted constant elliptic curves », Pacific Journal of Mathematics, vol. 305, no 2,‎ 29 avril 2020, p. 597–640 (DOI 10.2140/pjm.2020.305.597, lire en ligne, consulté le 24 novembre 2024)

## Distinctions
Ulmer est élu membre honoraire « fellow » de l'American Mathematical Society, dans la classe de 2025,.